# TJ ŠK Kremnička
TJ ŠK Kremnička (celým názvem: Telovýchovná jednota ŠK Kremnička) byl slovenský fotbalový klub, který sídlil v banskobystrické městské části Kremnička. Založen byl v roce 1952. V letech 2011–2017 působil ve třetí slovenské fotbalové lize (3. nejvyšší soutěž).
V roce 2017 proběhla fúze Kremničky s mládeží čerstvě zaniklé Dukly Banská Bystrica. Po této fúzi byl založen nový klub, který obdržel název MFK Dukla Banská Bystrica.
Své domácí zápasy odehrával na stadionu ŠKF Kremnička s kapacitou 2 000 diváků.

## Historické názvy
Zdroj: 
- 1952 – založení
- TJ Kremnička (Telovýchovná jednota Kremnička)
- TJ ŠK Kremnička (Telovýchovná jednota ŠK Kremnička)
- 2017 – fúze s FK Dukla Banská Bystrica ⇒ MFK Dukla Banská Bystrica
- 2017 – zánik

## Umístění v jednotlivých sezonách
Stručný přehled
Zdroj: 
- 1998–1999: 4. liga SsFZ – sk. Jih
- 1999–2004: 3. liga – sk. Střed
- 2004–2005: 2. liga
- 2010–2011: 3. liga SsFZ
- 2011–2014: 3. liga – sk. Východ
- 2014–2017: 3. liga – sk. Střed

Jednotlivé ročníky
Zdroj: 
Legenda: Z - zápasy, V - výhry, R - remízy, P - porážky, VG - vstřelené góly, OG - obdržené góly, +/- - rozdíl skóre, B - body, červené podbarvení - sestup, zelené podbarvení - postup, fialové podbarvení - reorganizace, změna skupiny či soutěže
| Slovensko (1998 – 2017) |                        |        |    |    |   |    |    |    |     |    |        |
| Sezóny                  | Liga                   | Úroveň | Z  | V  | R | P  | VG | OG | +/- | B  | Pozice |
| 1998/99                 | 4. liga SsFZ – sk. Jih | 4      | 26 | 18 | 2 | 6  | 61 | 28 | +33 | 56 | 1.     |
| 1999/00                 | 3. liga – sk. Střed    | 3      | 29 | 9  | 7 | 13 | 52 | 55 | -3  | 34 | 9.     |
| 2000/01                 | 3. liga – sk. Střed    | 3      | 30 | 15 | 7 | 8  | 53 | 33 | +20 | 52 | 4.     |
| 2001/02                 | 3. liga – sk. Střed    | 3      | 29 | 17 | 6 | 6  | 47 | 20 | +27 | 57 | 2.     |
| 2002/03                 | 3. liga – sk. Střed    | 3      | 30 | 16 | 8 | 6  | 54 | 26 | +28 | 56 | 3.     |
| 2003/04                 | 3. liga – sk. Střed    | 3      | 29 | 21 | 3 | 5  | 49 | 21 | +28 | 66 | 1.     |
| 2004/05                 | 2. liga                | 2      | 30 | 5  | 2 | 23 | 25 | 65 | -40 | 17 | 16.    |
| ...                     |                        |        |    |    |   |    |    |    |     |    |        |
| 2010/11                 | 3. liga SsFZ           | 4      | 30 | 21 | 4 | 5  | 78 | 24 | +54 | 67 | 2.     |
| 2011/12                 | 3. liga – sk. Východ   | 3      | 32 | 11 | 3 | 18 | 41 | 52 | -11 | 36 | 14.    |
| 2012/13                 | 3. liga – sk. Východ   | 3      | 30 | 11 | 7 | 12 | 42 | 46 | -4  | 40 | 11.    |
| 2013/14                 | 3. liga – sk. Východ   | 3      | 30 | 8  | 6 | 16 | 26 | 40 | -14 | 30 | 14.    |
| 2014/15                 | 3. liga – sk. Střed    | 3      | 28 | 12 | 8 | 8  | 51 | 45 | +6  | 44 | 5.     |
| 2015/16                 | 3. liga – sk. Střed    | 3      | 30 | 20 | 2 | 8  | 62 | 28 | +34 | 62 | 2.     |
| 2016/17                 | 3. liga – sk. Střed    | 3      | 28 | 15 | 4 | 9  | 47 | 28 | +19 | 49 | 3.     |